# آزمایش جنگ‌افزار هسته‌ای

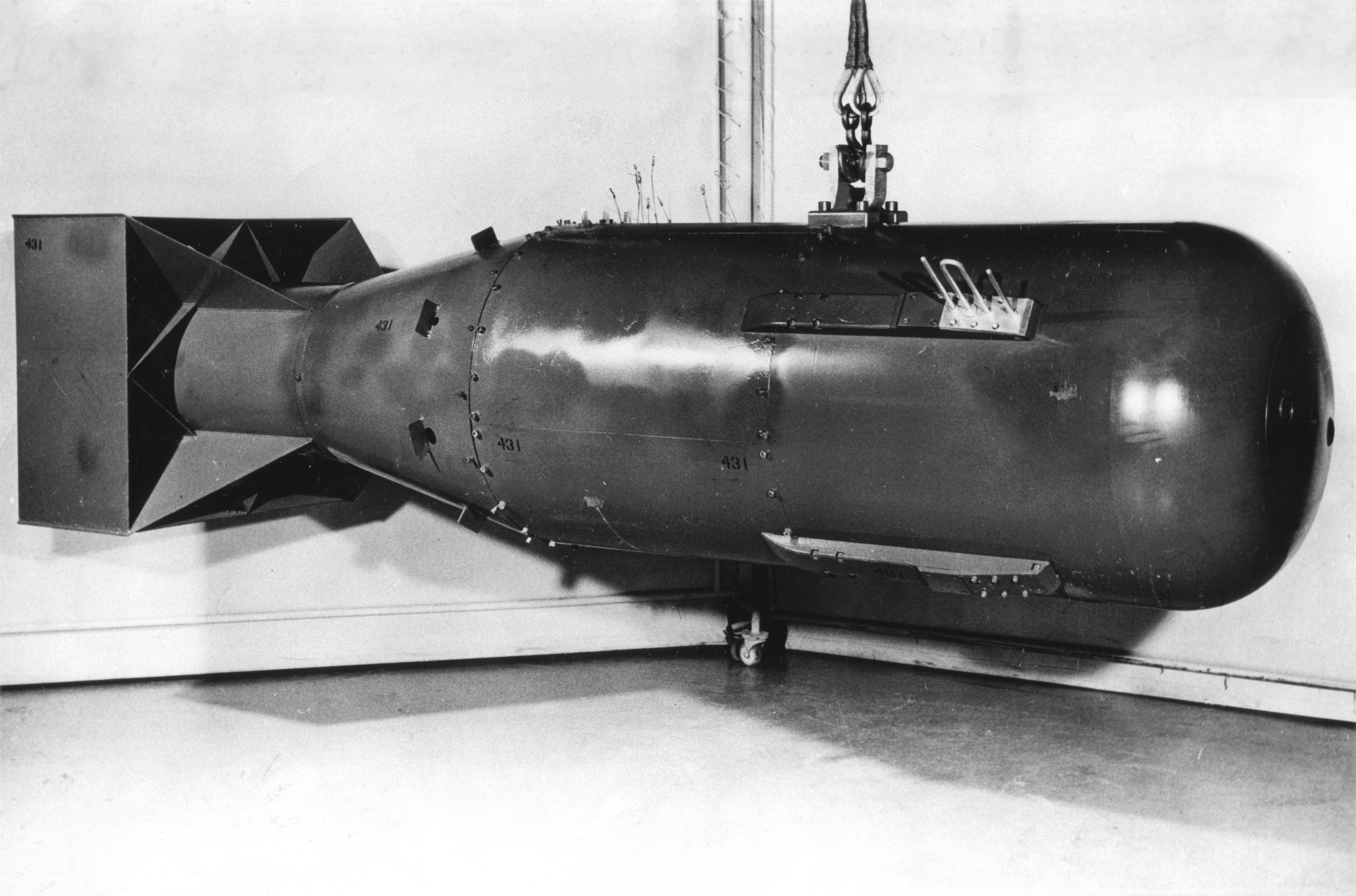
عکس ماکت سلاح هسته ای پسر کوچک

آزمایش جنگ‌افزار هسته‌ای آزمایشی است که برای سنجش میزان کارآیی، توان و قدرت انفجاری سلاح هسته‌ای انجام می‌شود. بیشتر کشورهایی که سلاح اتمی دارند دست به آزمایش هسته‌ای زده‌اند.
بسیاری از کشورها در سال ۱۹۶۳ قرارداد محدود منع آزمایش هسته‌ای را امضا کردند. قرارداد جامع منع آزمایش هسته‌ای در سال ۱۹۹۲ از طرف بسیاری از کشورهای دارای سلاح اتمی امضا شد. بر پایهٔ این قراردادها کشورها متعهد می‌شوند که از آزمایش اتمی در روی زمین، زیر آب و در فضا خودداری کنند. اما آزمایش در زیر زمین مجاز است. شوروی در ۱۹۹۰، بریتانیا در ۱۹۹۱، آمریکا در ۱۹۹۲ و چین و فرانسه در ۱۹۹۶ آخرین آزمایش زیرزمینی هسته‌ای کشور خود را انجام دادند.
هند و پاکستان و کرهٔ شمالی این قراردادها را امضا نکرده‌اند. هند و پاکستان در ۱۹۹۸ و کرهٔ شمالی در ۲۰۱۶ آخرین آزمایش‌های اتمی خود را انجام داده‌اند.

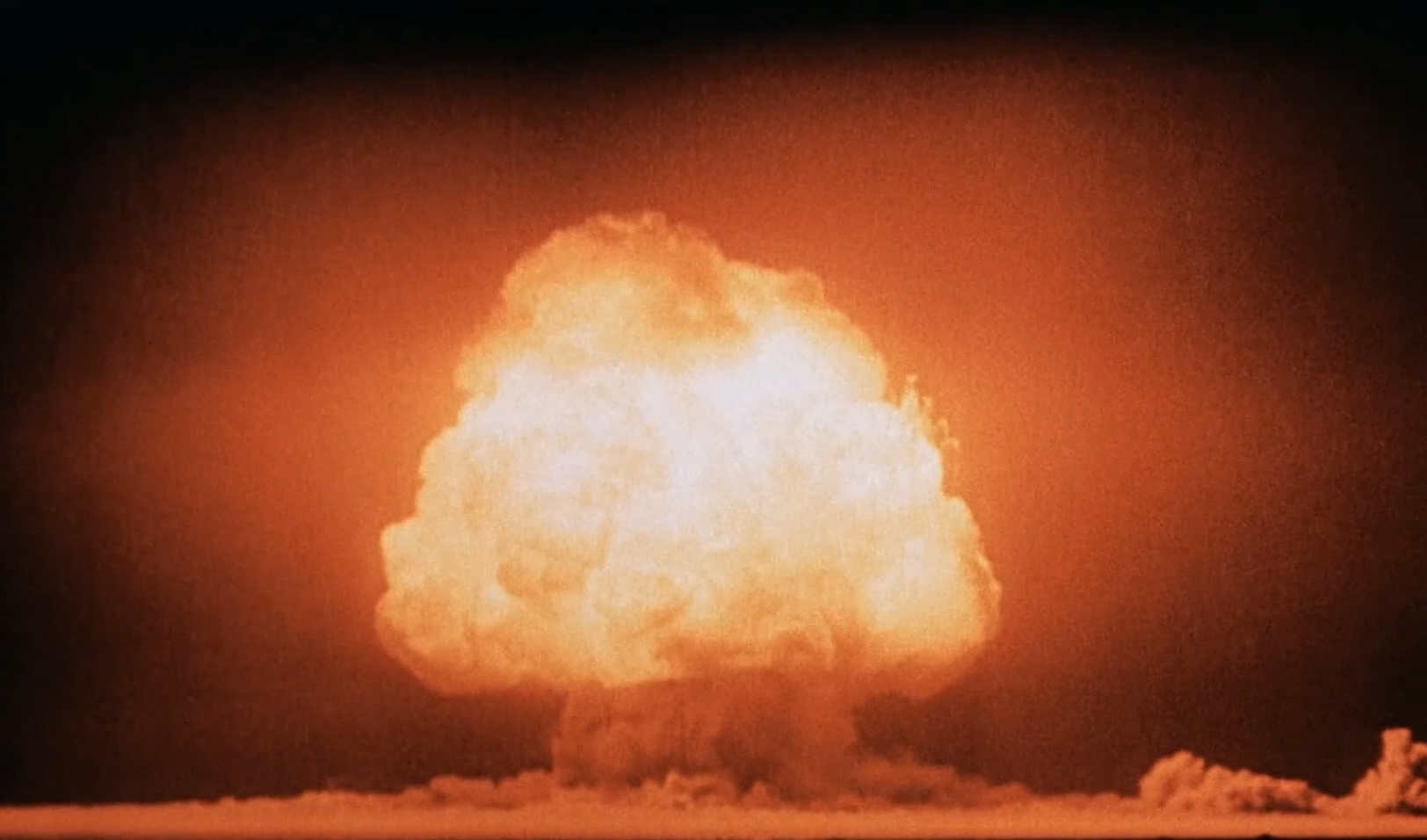
آزمایش ترینیتی پروژه منهتن اولین انفجار یک دستگاه هسته ای بود

## اولین آزمایش
- اولین  انفجار آزمایشی در ۱۶ ژوئیه ۱۹۴۵ در قرارگاه  ترینیتی، در نیومکزیکو، توسط ایالات متحده آمریکا انجام گرفت. قدرت انفجاری این آزمایش معادل ۲۰ تن، تی ان تی تخمین زده شده است.

- اولین بمب هیدروژنی،  نیز در ۱ نوامبر ۱۹۵۲ در  آب سنگ انوتاک در جزایر مارشال، توسط  ایالات متحده آمریکا، مورد انفجار آزمایشی قرار گرفته است.

- قویترین انفجار آزمایشی در نوایا زملیا در ۳۰ اکتبر ۱۹۶۱ توسط اتحاد جماهیر شوروی صورت گرفته است. نام این سلاح انفجاری بمب تزار بود و قدرت انفجاری آن معادل ۵۰تا ۵۸  مگاتن تخمین زده شده است.

چهار نوع اصلی آزمایش هسته ای عبارتند از: ۱. هوایی ، ۲. زیرزمینی ۳.اگزوسفری۴. زیر آبی

## انواع
در طول تاریخ، آزمایش های سلاح های هسته ای، بسته به محیط  و یا محل آزمایش،  به چهار دسته،   تقسیم شده اند.
چهار نوع اصلی آزمایش هسته ای عبارتند از: ۱. هوایی ، ۲. زیرزمینی ۳.اگزوسفری ۴. زیرآبی
- آزمایش هوایی در لایه های پایین اتمسفر انجام میشوند. این گروه، انفجارهایی را شامل میشوند که درهوای باز اتفاق می افتند. عموماً این موارد، شامل انفجار بمب، بر روی برج ها ، بالن ها  و جزایر میشوند.  همچنین آن  دسته از بمب هایی که درعمق کم منفجر شده و به بیرون دهانه باز میکنند جزء همین گروه محسوب میشوند.  ایالات متحده ، اتحاد جماهیر شوروی و چین همه آزمایش هایی این نوع  را  توسط پرتاب موشک انجام داده اند . در این نوع انفجارها، ابر قارچی حاصل، میتواند بارش هسته‌ای ایجاد کند. این پدیده ناقض  پیمان ممنوعیت آزمایش محدود اتمی تلقی شده وبه همین دلیل ، مانند آزمایش های زیر آبی واگزوسفری ممنوع است.

- آزمایش های زیرزمینی به آزمایش های هسته ای اشاره دارد که در زیر سطح زمین ، در اعماق مختلف انجام می شوند.  بیشتر آزمایش های هسته ای توسط ایالات متحده و اتحاد جماهیر شوروی در طول جنگ سرد، از این نوع بوده اند. . سایر اشکال آزمایش هسته ای، توسط  پیمان ممنوعیت آزمایش محدود اتمی در سال ۱۹۶۳ ممنوع شد. آزمایش های واقعی زیرزمینی باید به طور کامل مهار شده و آلودگی ناشی از آنها ناچیز باشد. اما متأسفانه  در عمل، مواد رادیواکتیو حاصل ازاین آزمایش های هسته ای، گاه به بیرون نشت کرده و باعث آلودگی  محیط زیست میشوند. آزمایش های زیر زمینی تقریباً همیشه با زمین لرزه های بزرگ همراه بوده و باعث ایجاد گودال میشوند. از اینرو ایالات متحده و اتحاد جماهیر شوروی در سال ۱۹۷۶ توافق کردند  که حداکثر   بازده آزمایش های زیرزمینی طبق   پیمان آستانه منع آزمایش هسته‌ای  به ۱۵۰  کیلو تن تی ان تی محدود باشد. آزمایش های زیرزمینی خود به دو دسته تقسیم می شوند: آزمایش تونل  عمودی  و آزمایش در تونل افقی.

- آزمایش های اگزوسفری   به آزمایش های هسته ای انجام شده در بالای جو گفته می شود. بمب آزمایشی توسط موشک به ارتفاع بسیار بالا پرتاب میشود. این انفجارهای هسته ای با ارتفاع زیاد می توانند هنگام انفجار در یونوسفر ، یک پالس الکترومغناطیسی هسته ای ایجاد کنند و ذرات دارای بار رادیو اکتیو حاصل از انفجار می توانند  به دنبال خطوط مغناطیس‌سپهر منتشر شوند.
- آزمایش در زیر آب شامل انفجار بمب هسته ای در زیر آب است که معمولاً در یک شناور صورت میگیرد. آزمایش هایی از این دست معمولاً برای ارزیابی اثرات تخریبی سلاح های هسته ای، علیه شناورهای نیروی دریایی  یا ارزیابی سلاح های هسته ای بالقوهٔ مستقر در دریا مانند اژدرهای هسته ای، انجام شده است. آزمایش های زیر آب نزدیک به سطح، می توانند مقادیر زیادی از ذرات رادیواکتیو را در آب و بخار پراکنده کرده و کشتی ها یا سازه های اطراف را آلوده کنند .

## نگارخانه

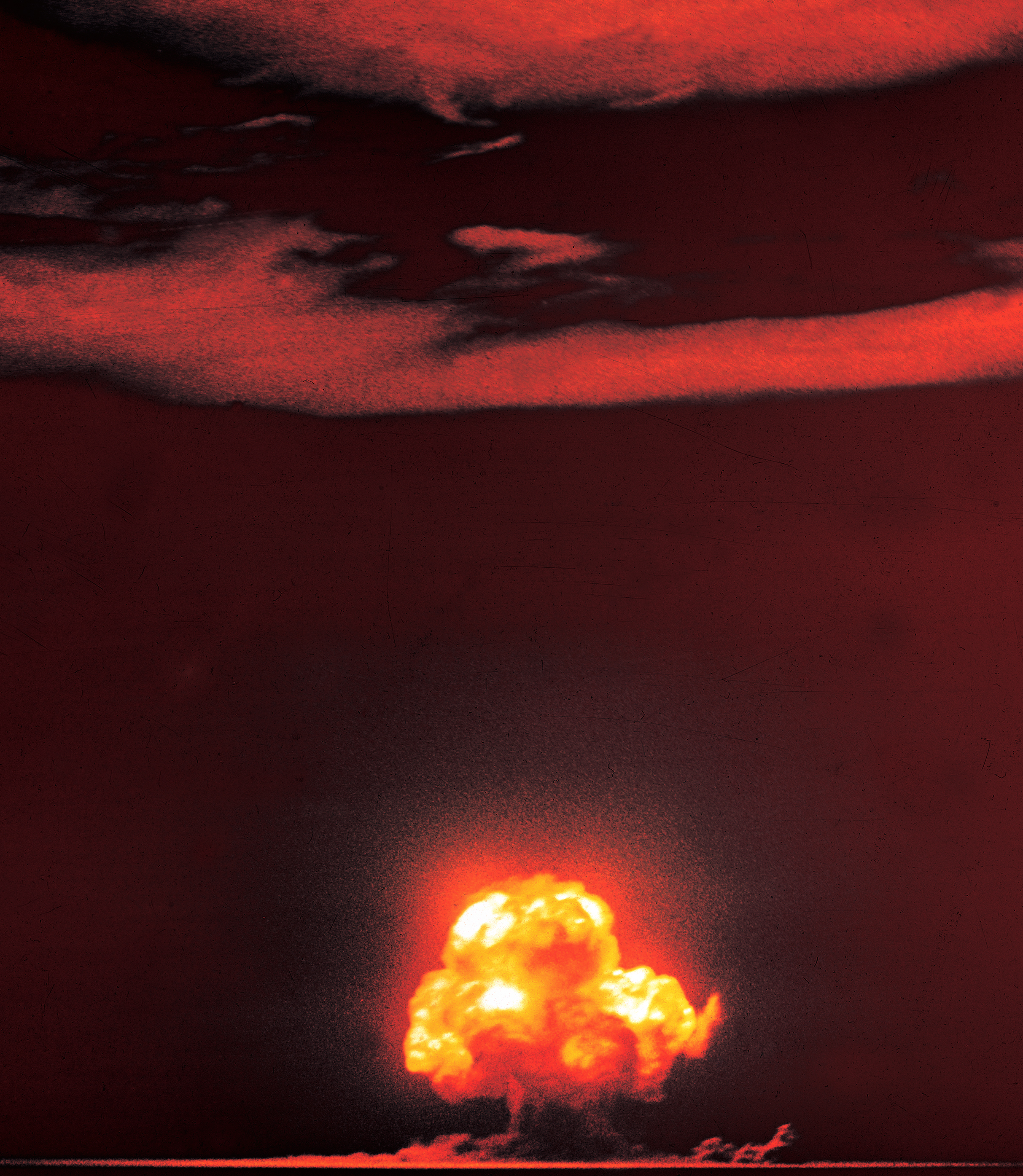
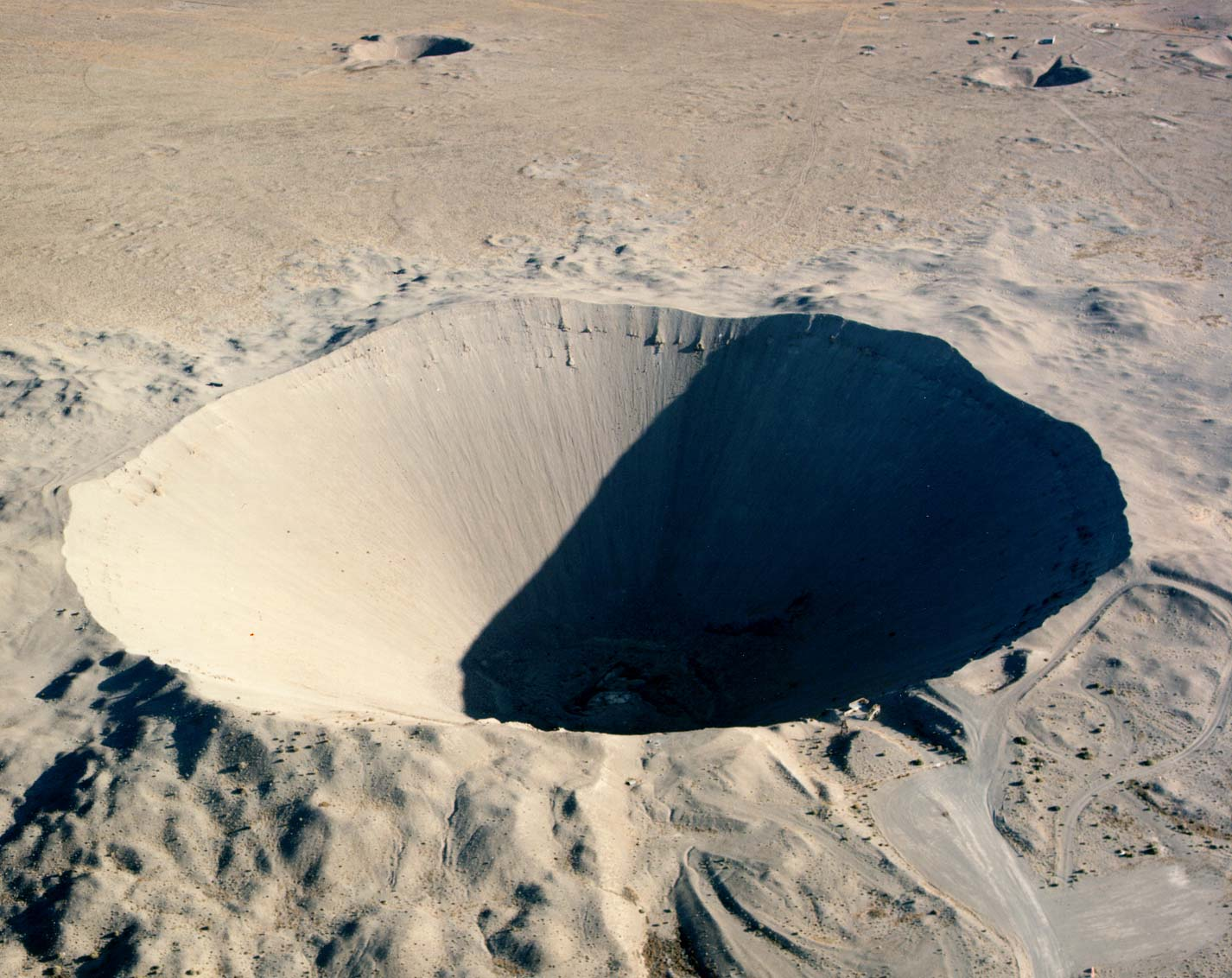